# Walter De Maria
Walter De Maria (Albany (Kalifornia), Kalifornia, 1935. október 1. – New York, 2013. július 25.) amerikai szobrász.

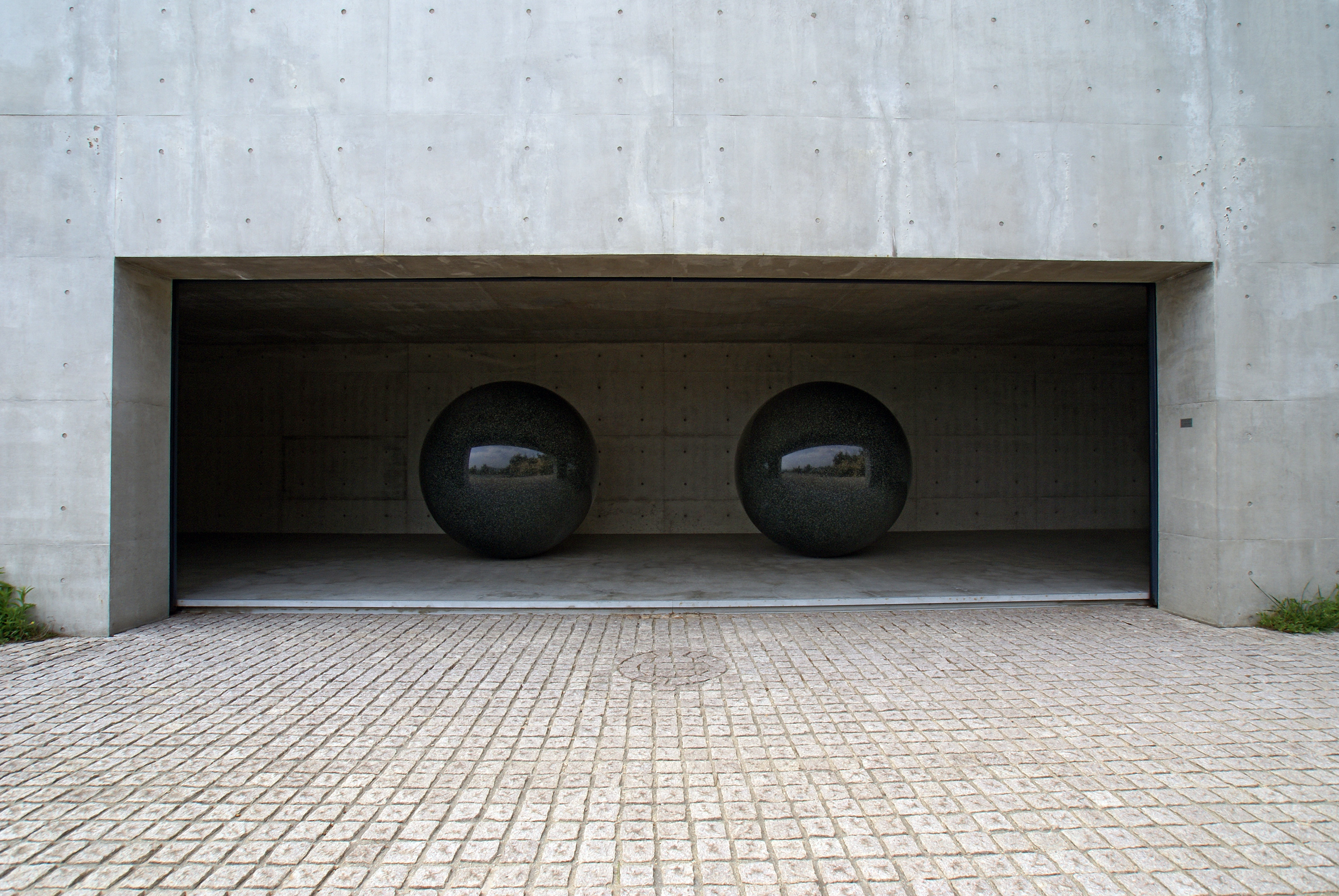
"Seen/Unseen Known/Unknown" at Naoshima, Kagawa prefecture, Japan

## Életpályája
Walter De Maria 1935. október 1-jén Albanyban született (Kalifornia). University of California-ban folytatta tanulmányait, (Berkeley) 1953-1959 között. 1960-ban De Maria New York-ba költözött.
A „koncept art" és a többi, valóságos matériákban és szerkesztési eljárások eredményeként létrejövő művészet határterületén helyezkedik el a gyakorlati „land art" művész elképzelése. Walter de Maria egy „művészeti kerten" gondolkodott, amit felépítene. Konceptuális és érzéki land art-ot hozott létre. Játszadozik a léptékekkel.
1962-ben de Maria egy „sivatagi sorozatot" tervezett, amelyből néhány művet meg is valósítottak 1968-ban.

## Munkássága
- USA, Nevada állam: Két párhuzamos vonal. 12 láb távolságra egymástól, krétavonalak, egy teljes mérföldön keresztül a sivatagon át húzódnak.
- Három-kontinens projekt: Négyzet az amerikai sivatagban, vízszintes vonal a Szaharában, függőleges Indiában. „Amikor az összes képet lefényképezik a levegőből és a képeket egymásra helyezik, a kép egy keresztet ábrázol majd a négyzetben. Három kontinens szükségeltetik ehhez a képhez, amelyet egy nap alatt lefotózhatnak egy szatellit segítségével."

Számos tervéhez nem talált támogatókat, ezért munkáit dokumentációs formában állította elő. Három Kontinens projektje például azért nem jöhetett létre, mert a műholdfelvételeket nem tudta elkészíttetni. A médium mint valamilyen interfész, közvetítő csatorna a művészet létrejötte és elemi tényei, valamint a befogadáshoz elengedhetetlen kommunikáció között egyre jelentékenyebb szerepet játszik már ekkor is.
Egy kapcsolódó filmes projektet is végrehajtottak koncept-ből kiindulva és „land arttá" alakítva azt 1969 áprilisában. A Két vonal és három kör a sivatagban a kaliforniai Mojave-sivatagban készült. A vonalakat a sivatag földjére rajzolták, a köröket a kamera mozgása adta.
- Föld szoba: (1968) 1000 négyzetméteres galéria teret 1 méter magasságban termőfölddel borított be. Egy friss esztétikai élményt akart adni.